# Katarzyna Stępień
Katarzyna Stępień – polska filozof, doktor habilitowana, adiunkt w Katedrze Antropologii Filozoficznej i Filozofii Prawa, pracownik Wydziału Filozofii Katolickiego Uniwersytetu Lubelskiego Jana Pawła II.

## Zainteresowania
- metafizyka
- filozofia prawa
- filozofia praw człowieka
- filozofia polityki
- historia filozofii prawa

## Życiorys naukowy[2]
- 2007 – zatrudnienie na stanowisku adiunkta przy Katedrze Metafizyki.
- 2006 – obrona pracy doktorskiej nt. Spór o podstawy racjonalnego prawa. Analiza wybranych stanowisk napisanej na seminarium metafizyki i antropologii filozoficznej pod kierunkiem ks. prof. dr hab. Andrzeja Maryniarczyka SDB (recenzenci: o. prof. dr hab. Mieczysław A. Krąpiec OP, prof. dr hab. Marek Piechowiak)
- 2005/6 – zatrudnienie na etacie wykładowcy przy Katedrze Metafizyki.
- 1999 – zatrudnienie na etacie asystenta na Wydziale Filozofii (Sekcja Filozofii Teoretycznej) Katolickiego Uniwersytetu Lubelskiego przy Katedrze Metafizyki.
- 1995 – 1999 – w ramach studiów doktoranckich na Wydziale Filozofii KUL przygotowywanie rozprawy doktorskiej nt. Spór o podstawy racjonalnego prawa.
- 1997 – zatrudnienie na etacie doktoranta na Wydziale Filozofii (Sekcja Filozofii Teoretycznej) Katolickiego Uniwersytetu Lubelskiego przy Katedrze Metafizyki.
- 1993 – 1998 – studia na Wydziale Prawa i Administracji Uniwersytetu Marii Curie-Skłodowskiej.
- 1995 – obrona pracy magisterskiej nt. Funkcja celu w koncepcji prawa u św. Tomasza z Akwinu pisanej na seminarium metafizyki i antropologii filozoficznej pod kierunkiem o. prof. dr hab. Mieczysława A. Krąpca OP.
- 1990 – 1995 – studia na Wydziale Filozofii (Sekcja Filozofii Teoretycznej) Katolickiego Uniwersytetu Lubelskiego.

## Publikacje (wybrane)
- Heroizm według Konstantego Michalskiego, w: „Cywilizacja” nr 35 (2010), s. 135–194.
- O prawa rodziny, w: „Cywilizacja” nr 34 (2010), s. 67-73.
- Syndereza a prawo naturalne, (w:) Św. Tomasz z Akwinu, De conscientia – O sumieniu, tłum. A. Białek, red. A. Maryniarczyk, Lublin 2010, s. 129-145.[3]
- Wychowawcza rola prawa w ujęciu Wawrzyńca Goślickiego, w: Filozofia o religii. Prace dedykowane Siostrze Profesor Zofii Józefie Zdybickiej, red. W. Dłubacz, Lublin 2009; s. 315-337.
- Problem praw ucznia, w: „Cywilizacja” nr 30 (2009), s. 82-87.
- Cel prawa i działania prawnego, w: Spór o cel. Problematyka celu i celowościowego wyjaśniania z cyklu „Zadania współczesnej metafizyki” (10), red. A. Maryniarczyk SDB, K. Stępień, P. Gondek, Lublin 2008, s. 237-252;
- Prawo do wychowania, w: „Cywilizacja” nr 26 (2008), s. 93-102.
- Human rights and nature, w: Das Naturrecht und Europa, red. Tadeusz Guz, Frankfurt a. Main 2007, s. 247-255.
- Pozytywizm prawny wobec prawa naturalnego, w: Substancja, natura, prawo naturalne, z cyklu: Zadania współczesnej metafizyki (8), red. A. Maryniarczyk, K. Stępień, P. Gondek, Lublin 2006, s. 307-327.
- Zwierciadło polityka według Wawrzyńca Goślickiego, „Cywilizacja" 4-5 (2003), s. 134-142.
- Błąd antropologiczny w dziedzinie prawa, w: Błąd antropologiczny, z cyklu Zadania współczesnej metafizyki (5), red. A. Maryniarczyk, Lublin 2003, s. 277-296.
- W poszukiwaniu racji dobra. Komentarz do art. 6 kwestii XXI De bono św. Tomasza z Akwinu, w: Św. Tomasz z Akwinu, Quaestiones disputatae de bono. O dobru. Przekład-Studia-Komentarze, przeł. A. Białek, red. A. Maryniarczyk, Lublin 2003, s. 255-267.
- O prawo godziwe, wprowadzenie do „Cywilizacja" 12 (2005), s. 5-10.
- Idee, prawo odwieczne i porządek natury, (w:) Św. Tomasz z Akwinu, De Ideis – O ideach. Przekład-Studia-Komentarze, tłum. A. Białek, red. A. Maryniarczyk, Lublin 2006, s. 281-295.
- O dobro wspólne, „Cywilizacja" 1 (2002), s. 20-22.
- Prawo naturalne jako podstawa racjonalnego działania, w: Wierność rzeczywistości. Księga Pamiątkowa z okazji jubileuszu 50-lecia pracy naukowej na KUL o. Prof. Mieczysława A. Krąpca, red. A. Maryniarczyk, Z. J. Zdybicka i in., Lublin 2001, s. 173-196.
- Jacka Woronieckiego Przewodnik po literaturze religijnej, w: „Człowiek w kulturze" 12 (1999), s. 63-71.

- Prawo a wolność, w: Filozofia w Nowym Sączu. Wybrane materiały z dziesięciu Sympozjów Filozoficznych (1988-1998), red. W. Dłubacz, Nowy Sącz 1998, s. 35-38.
- Dobro osoby celem prawa? Na kanwie koncepcji prawa Feliksa Konecznego, w: „Człowiek w kulturze" 10 (1998), s. 48-58.
- Prawo a wolność, w: Wolność we współczesnej kulturze. Materiały z V Światowego Kongresu Filozofii Chrześcijańskiej Freedom in contemporaly culture, Lublin 1997, s. 541-544.
- O wybranych problemach filozofii prawa, (współaut. K. Wroczyński), w „Człowiek w kulturze" 8 (1996), s. 197-214.
- Afirmacja prawa naturalnego czy pozytywizm prawny, w: „Człowiek w kulturze" 6-7 (1995), s. 251-260.